# 21642 Kominers
21642 Kominers è un asteroide della fascia principale. Scoperto nel 1999, presenta un'orbita caratterizzata da un semiasse maggiore pari a 2,2379141 UA e da un'eccentricità di 0,1815169, inclinata di 3,22810° rispetto all'eclittica.